# De Blikken Schel
De Blikken Schel is een buurtschap annex buurt in de Droogmakerij de Beemster, die sinds 1 januari 2022 bij de gemeente Purmerend hoort, in de Nederlandse provincie Noord-Holland.
Het is een van de acht kleinere buurt(schappen) van de Purmerend. De Blikken Schel is gelegen rond de kruising van de Rijperweg met de Jisperweg. Het is ontstaan als een klein lintdorpje met een vrij groot buitengebied. Dit buitengebied liep van de Middensloot tot de huidige Provincialeweg. De Blikken Schel groeide echter niet uit tot een volwaardig dorp maar is door de lintbebouwing wel de grootste van de kleinere buurtschappen. Het ligt zo goed als vast aan Westbeemster. Net ten zuiden van de buurt is een andere buurt gelegen, Het Hoekje.
Stad: Purmerend      

Dorpen: Middenbeemster · Noordbeemster · Purmerbuurt · Purmer (deels) · Westbeemster · Zuidoostbeemster

Buurtschappen: Arenberg · Assummerbuurt · De Blikken Schel · Halfweg · Het Hoekje · Hoornsche Keet · Klaterbuurt · De Zevenhuisjes
Noord-Holland: Steden en dorpen in Noord-Holland      Nederland: Provincies · Gemeenten